# Gran Premi d'Alemanya del 1953
Resultats del Gran Premi d'Alemanya de Fórmula 1 de la temporada 1953, disputat al circuit de Nürburgring el 2 d'agost del 1953.

## Resultats
| Pos | No | Pilot                            | Equip                   | Voltes | Temps/ Retirada       | Pos. de sortida | Punts |
| --- | -- | -------------------------------- | ----------------------- | ------ | --------------------- | --------------- | ----- |
| 1   | 12 | Nino Farina                      | Ferrari                 | 18     | 3h 02' 25. 0          | 3               | 8     |
| 2   | 5  | Juan Manuel Fangio               | Maserati                | 18     | + 1' 04.0 min.        | 2               | 6     |
| 3   | 3  | Mike Hawthorn                    | Ferrari                 | 18     | + 1' 43.6 min.        | 4               | 4     |
| 4   | 7  | Felice Bonetto                   | Maserati                | 18     | + 8' 48.6 min.        | 7               | 3     |
| 5   | 17 | Toulo de Graffenried             | Maserati                | 17     | + 1 Volta             | 11              | 2     |
| 6   | 19 | Stirling Moss                    | Cooper - Alta           | 17     | + 1 Volta             | 12              |       |
| 7   | 18 | Jacques Swaters                  | Ferrari                 | 17     | + 1 Volta             | 19              |       |
| 8   | 1  | Alberto Ascari · Luigi Villoresi | Ferrari                 | 17     | + 1 Volta             | 1               |       |
| 9   | 31 | Hans Herrmann                    | Veritas                 | 17     | + 1 Volta             | 14              |       |
| 10  | 20 | Louis Rosier                     | Ferrari                 | 17     | + 1 Volta             | 22              |       |
| 11  | 40 | Rodney Nuckey                    | Cooper - Bristol        | 16     | + 2 Voltes            | 20              |       |
| 12  | 24 | Theo Helfrich                    | Veritas                 | 16     | + 2 Voltes            | 28              |       |
| 13  | 16 | Kenneth McAlpine                 | Connaught - Lea-Francis | 16     | + 2 Voltes            | 16              |       |
| 14  | 36 | Rudolf Krause                    | BMW                     | 16     | + 2 Voltes            | 26              |       |
| 15  | 37 | Ernst Klodwig                    | BMW                     | 15     | + 3 Voltes            | 32              |       |
| 16  | 22 | Wolfgang Seidel                  | Veritas                 | 14     | + 4 Voltes            | 29              |       |
| Ret | 4  | Luigi Villoresi · Alberto Ascari | Ferrari                 | 15     | Motor                 | 6               | 1     |
| Ret | 38 | Alan Brown                       | Cooper - Bristol        | 15     | Motor                 | 17              |       |
| Ret | 8  | Onofre Marimon                   | Maserati                | 13     | Suspensions           | 8               |       |
| Ret | 35 | Edgar Barth                      | EMW                     | 12     | Prob. físics          | 24              |       |
| Ret | 12 | Johnny Claes                     | Connaught - Lea-Francis | 12     | Retirat               | 25              |       |
| Ret | 26 | Oswald Karch                     | Veritas                 | 10     | Retirat               | 34              |       |
| Ret | 23 | Willi Heeks                      | Veritas                 | 8      | Retirat               | 18              |       |
| Ret | 9  | Jean Behra                       | Gordini                 | 7      | Caixa canvi           | 9               |       |
| Ret | 11 | Harry Schell                     | Gordini                 | 6      | Motor                 | 10              |       |
| Ret | 14 | Prince Bira                      | Connaught - Lea-Francis | 6      | Suspensions           | 15              |       |
| Ret | 28 | Theo Fitzau                      | AFM - BMW               | 3      | Retirat               | 21              |       |
| Ret | 34 | Kurt Adolff                      | Ferrari                 | 3      | Retirat               | 27              |       |
| Ret | 41 | Günther Bechem                   | AFM - BMW               | 2      | Retirat               | 30              |       |
| Ret | 10 | Maurice Trintignant              | Gordini                 | 1      | Diferencial           | 5               |       |
| Ret | 15 | Roy Salvadori                    | Connaught - Lea-Francis | 1      | Motor                 | 13              |       |
| Ret | 32 | Erwin Bauer                      | Veritas                 | 1      | Retirat               | 33              |       |
| Ret | 21 | Hans Von Stuck                   | AFM - Bristol           | 0      | Retirat               | 23              |       |
| Ret | 30 | Ernst Loof                       | Veritas                 | 0      | Bomba del combustible | 31              |       |

## Altres
- Pole: Alberto Ascari 9' 59. 8

- Volta ràpida: Alberto Ascari 9' 56. 0 (a la volta 12)

- Cotxes compartits: Cotxe nº1: Ascari (9 Voltes) i Villoresi (8 Voltes); Cotxe nº4: Villoresi (10 Voltes) i Ascari (5 Voltes)